# 31493 Fernando-Peiris
31493 Fernando-Peiris è un asteroide della fascia principale. Scoperto nel 1999, presenta un'orbita caratterizzata da un semiasse maggiore pari a 2,6021588 UA e da un'eccentricità di 0,1735623, inclinata di 7,32470° rispetto all'eclittica.